# P. N. Elrod
Patricia Nead Elrod (nacida en Texas, 1954) es una escritora de fantasía estadounidense especializada en novelas sobre vampiros. Sus obras suelen tratar de temas fantástico y en algunos casos suspense o ficción histórica, pero normalmente no son obras de terror, pues los vampiros son los protagonistas y héroes.
Actualmente P. N. "Pat" Elrod vive en Texas con sus perros, libros y un TARDIS (una cabina telefónica como la del Dr. Who) que construyó cuando tenía demasiado tiempo libre. Comenzó su carrera profesional escribiendo módulos para juegos de rol de TSR.
Una aficionada a las historias de vampiros, gansters y revistas pulp, combinó sus géneros favoritos en sus primeras novelas.

## Vida personal
Patricia Nead Elrod comenzó a escribir a los 12 años. Comenzó a interesarse en los vampiros cuando era joven, después de ver varias películas sobre no muertos y la popular serie televisiva Dark Shadows. Durante la década de 1980 se convirtió en una participante activa de los juegos de rol, especialmente en uno llamado Mercenaries, Spies, & Private Eyes. En 1986 participó en un concurso de módulos de juego para la revista Dragon que finalmente fue adquirido y publicado por TSR. Fue su primera publicación profesional. Mientras tanto, a través de los juegos de rol desarrolló un personaje sobrenatural, un vampiro detective, y poco a poco comenzó a desarrollar su trasfondo y su escenario adjunto, que terminaría convirtiéndose en Bloodlist, la primera novela de la serie The Vampire Files, a la que pronto seguirían varias

## Obra literaria
P. N. Elrod ha escrito más de veinte novelas desde que comenzó a escribir profesionalmente hacia 1990, comenzando por sus serie Vampire Files de fantasía urbana cuyo protagonista es el vampiro e investigador privado Jack Fleming, su novia Bobbi Smythe, su compañero Charles Escott y otros personajes recurrentes. Los 11 libros de la serie están ambientados en Chicago durante la década de 1930. El primer caso de Jack fue resolver su propio asesinato.
En las novelas de P. N. Elrod el vampirismo es una enfermedad, que es muy difícil de contraer, y que solo se manifiesta al morir.
Después de Vampire Files, P. N. Elrod comenzó Jonathan Barrett, Gentleman Vampire, una serie ambientada en la Guerra de Independencia de los Estados Unidos. Jonathan Barrett y su familia se encuentran en el bando de los británicos durante la revolución, ofreciendo una perspectiva de la época desde el bando perdedor.
P. N. Elrod también ha escrito otra serie en colaboración con el actor Nigel Bennet que interpretó al maligno pero seductor vampiro LaCroix en la serie de televisión Forever Knight (en España, "El Señor de las Tinieblas"), con un personaje muy diferente, pero que también tiene a un vampiro heroico como protagonista. La serie Lord Richard, Vampire consiste de tres novelas, protagonizada por un vampiro y agente secreto en un mundo en el que coexisten diferentes especies de vampiros.
Utilizando esta premisa, la autora ha conectado su universo con el de Bram Stoker escribiendo una secuela de Drácula titulada Quincey Morris, Vampire. Este personaje de la novela de Stoker es resucitado en este libro de Elrod como un vampiro, aunque muy diferente al maligno conde transilvano. Lord Richard hace un breve cameo en la historia y el estado vampírico de Morris se atribuye a haber compartido sangre con Nora Jones en la serie de Jonathan Barrett.
También muy diferentes, aunque con una trama más horroríficas son los libros de la autora ambientados en Ravenloft, un mundo de Dungeons & Dragons, donde vive el oscuro y siniestro conde vampiro Strahd von Zarovich. Estos libros son muy diferentes a las series anteriores de la autora. I, Strahd: Memoirs of a Vampire, y su secuela, I, Strahd: The War With Azalin
Con The Adventures of Myhr P. N. Elrod ha entrado en el género fantástico humorístico. Myhr es una criatura híbrida de hombre y gato que se dedica a saltar de mundo en mundo esparciendo la buena nueva sobre la pizza y el karaoke de los Beatles. Su compañero es un mago degenerado y enamorado de los techno raves y que viste con camisetas obscenas.
Elrod también ha escrito alrededor de dos docenas de relatos cortos de temática muy diversa: fantasía, romance, ciencia ficción, misterio y terror y editado cuatro colecciones: Time of the Vampires, Dracula's London, and con Roxanne Conrad (Rachel Caine) Stepping Through the Stargate: The Science, Archaeology, and Military of Stargate SG-1. La última no es una obra de ficción y cuenta con contribuciones de científicos, médicos, militares, técnicos de efectos especiales y actores de la serie de televisión de Stargate.
En el año 2006 editó una antología de historias de romance sobrenatural My Big Fat Supernatural Wedding, que ganó el Premio Pearl a la mejor antología ese mismo año. La continuó con My Big Fat Supernatural Honeymoon publicada en enero de 2008, que tuvo varias menciones favorables.
Su antología más reciente Strange Brew también apareció en las listas de éxitos del New York Times en julio del año 2009. P. N. Elrod continúa escribiendo y editando. Su siguiente proyecto anunciado es la colección de fantasía urbana Urban Knights, que será publicada en el año 2010.

### Jonathan Barrett, Gentleman Vampire
- Red Death (1993, ISBN 0-441-71094-8) (2004 rerelease ISBN 1-932100-19-9)
- Death and the Maiden (1994, ISBN 0-441-00071-1) (2004 rerelease ISBN 1-932100-20-2)
- Death Masque (1995, ISBN 0-441-00143-2) (2004 rerelease ISBN 1-932100-21-0)
- Dance of Death (1996, ISBN 0-441-00309-5) (2004 rerelease ISBN 1-932100-22-9)

### Ravenloft
- I, Strahd: The Memoirs of a Vampire (1993, ISBN 1-56076-670-0)
- I, Strahd: The War Against Azalin (1998, ISBN 0-7869-0754-1)

### Vampire Files
- Bloodlist (1990, ISBN 0-441-06795-6) (España: Lista sangrienta)
- Lifeblood  (1990, ISBN 0-441-84776-5) (España: Sangre de vida)
- Bloodcircle (1990, ISBN 0-441-06717-4)
- Art in the Blood (1991, ISBN 0-441-85945-3)
- Fire in the Blood (1991, ISBN 0-441-85946-1)
- Blood on the Water (1992, ISBN 0-441-85947-X)
- Chill in the Blood (1998, ISBN 0-441-00501-2)
- Dark Sleep (1999, ISBN 0-441-00591-8)
- Lady Crymsyn (2000, ISBN 0-441-00724-4)
- Cold Streets (2003, ISBN 0-441-01009-1)
- Song in the Dark (2005, ISBN 0-441-01323-6)
- Dark Road Rising (September 2009)
- The Devil You Know (signed, limited-edition novella, Vampwriter Books, April 2009)

### Vampire Files collection
- Vampire Files, Books 1-3 (2003, ISBN 0-7394-4061-6)
- Vampire Files, Books 4-6 (2006, ISBN 0-7394-8079-0)

### Otras novelas
- Keeper of the King (con Nigel Bennett) (1997, ISBN 0-671-87759-3)
- His Father's Son (con Nigel Bennett) (2001, ISBN 0-671-31981-7)
- Siege Perilous (con Nigel Bennett) (2004, ISBN 0-7434-8854-7)
- Quincey Morris, Vampire (2001, ISBN 0-671-31988-4)
- The Adventures of Myhr (2003, ISBN 0-7434-3532-X)

### Editora/co-editora
- Time of the Vampires (with Martin H. Greenberg) (1996, ISBN 0-88677-693-7) (2004, ISBN 0-7434-8733-8)
- Dracula in London (2001, ISBN 0-441-00858-5)
- Stepping Through the Stargate (2004, ISBN 1-932100-32-6) (with Roxanne L. Conrad)
- My Big Fat Supernatural Wedding (2006, ISBN 0-312-34360-4) Winner of the 2006 Pearl Award for best paranormal anthology.
- My Big Fat Supernatural Honeymoon (2008, ISBN 0-312-37504-2) Honorable Mention, 2007 Pearl Award, best paranormal anthology.
- Strange Brew (2009, ISBN 0312383363, ISBN 978-0312383367)
- Urban Knights (2010)